# Halos & Horns Tour
The Halos & Horns Tour fue una gira que realizó Dolly Parton en 2002 por Estados Unidos y el Reino Unido.

## Historia
A comienzos de la década de 1990 Dolly, cansada de realizar grandes giras, optó por actuar sólo en casinos de Atlantic City y Las Vegas, y de manera ocasional, en su parque temático Dollywood.
Con el resurgimiento de su carrera en 1999, tras el lanzamiento de su álbum The Grass Is Blue, Parton jugó con la idea de realizar un tour con el fin de promocionar el disco, aunque finalmente no fue posible ya que presentaron varios problemas que impidieron la realización de una gira ese año. Parton apareció en el famoso festival MerleFest en Carolina del Norte el 28 de abril de 2001, donde interpretó temas del álbum que publicó en ese año, Little Sparrow.
Luego anunció en Dollywood que publicaría un nuevo álbum, Halos & Horns, y su primera gira en años.
El tour fue promocionado y producido por House of Blues.

## Conciertos

### Norteamérica
| Fecha                        | Ciudad, Estado                      | Sala                        |
| ---------------------------- | ----------------------------------- | --------------------------- |
| 17 de mayo de 2002           | Mineápolis, Minnesota, EE. UU.      | Hyatt Regency               |
| 10 de julio de 2002          | Nueva York, Nueva York, EE. UU.     | Irving Plaza                |
| 15 de julio de 2002          | Washington D. C., EE. UU.           | 9:30 Club                   |
| 21 de julio de 2002          | Nashville, Tennessee, EE. UU.       | Ryman Auditorium            |
| 25 de julio de 2002          | Atlanta, Georgia, EE. UU.           | Earthlink Live              |
| 29 de julio de 2002          | Nueva Orleans, Luisiana, EE. UU.    | House of Blues              |
| 3 de agosto de 2002          | Dallas, Texas, EE. UU.              | Grenada Theatre             |
| 7 de agosto de 2002          | Los Ángeles, California, EE. UU.    | House of Blues              |
| 10 de agosto de 2002         | Las Vegas, Nevada, EE. UU.          | House of Blues              |
| 13 de agosto de 2002         | Denver, Colorado, EE. UU.           | Paramount Theater           |
| 17 de agosto de 2002         | Chicago, Illinois, EE. UU.          | House of Blues              |
| 21 de agosto de 2002         | Lowell, Massachusetts, EE. UU.      | Lowell Auditorium           |
| 28 de agosto de 2002         | San Luis, Misuri, EE. UU.           | The Pageant                 |
| 31 de agosto de 2002         | Kansas City, Misuri, EE. UU.        | Uptown Theatre              |
| 4 de septiembre de 2002      | Sioux City, Dakota del Sur, EE. UU. | Washington Pavilion         |
| 13 y 14 de diciembre de 2002 | Pigeon Forge, Tennessee, USA        | Dollywood Celebrity Theatre |

### Islas británicas
| Fecha                        | Ciudad, Estado                          | Sala               |
| ---------------------------- | --------------------------------------- | ------------------ |
| 15 de noviembre de 2002      | Mánchester, Inglaterra, Reino Unido     | Bridgewater Hall   |
| 18 y 19 de noviembre de 2002 | Londres, Inglaterra, Reino Unido        | Hammersmith Apollo |
| 23 de noviembre de 2002      | Belfast, Irlanda del Norte, Reino Unido | Waterfront Hall    |
| 26 y 27 de noviembre de 2002 | Glasgow, Escocia, Reino Unido           | Clyde Auditorium   |
| 29 de noviembre de 2002      | Dublín, República de Irlanda            | The Point          |